# Technisch voorzitter
Een technisch voorzitter is iemand die op ad-hocbasis tijdens een bijeenkomst (vergadering, hoorzitting) fungeert als tijdelijke voorzitter.
De technisch voorzitter bemoeit zich uitdrukkelijk niet met de inhoud van het gezegde. Wel kan hij samenvattingen of conclusies formuleren.
Deze onpartijdigheid is dan ook de reden dat er voor een technisch voorzitter wordt gekozen. Op deze manier kan de reguliere voorzitter zich in de discussie mengen.

## Dagvoorzitter
Een technisch voorzitter wordt ook wel dagvoorzitter genoemd, als de bijeenkomst een langere tijd duurt, bijvoorbeeld bij een een- of meerdaags congres. Soms beperkt zijn rol zich tot een veredelde vorm van een ceremoniemeester.